# Pellorneidae
Pellorneidae es una familia de aves paseriformes muy extendida por Asia y África.

## Taxonomía
Los miembros del grupo anteriormente se clasificaban dentro de la familia Timaliidae, de la que se segregaron a causa de los resultados de los estudios filogenéticos recientes. Desde 2010, el Congreso Ornitológico Internacional la reconoce como una familia separada.

### Filogenia

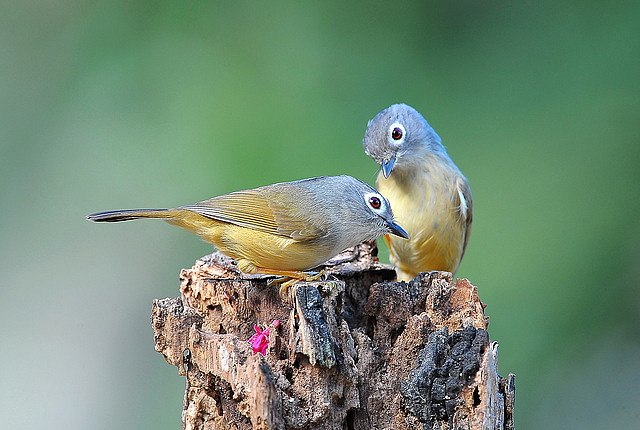
Fulveta carigrís (Alcippe morrisonia)

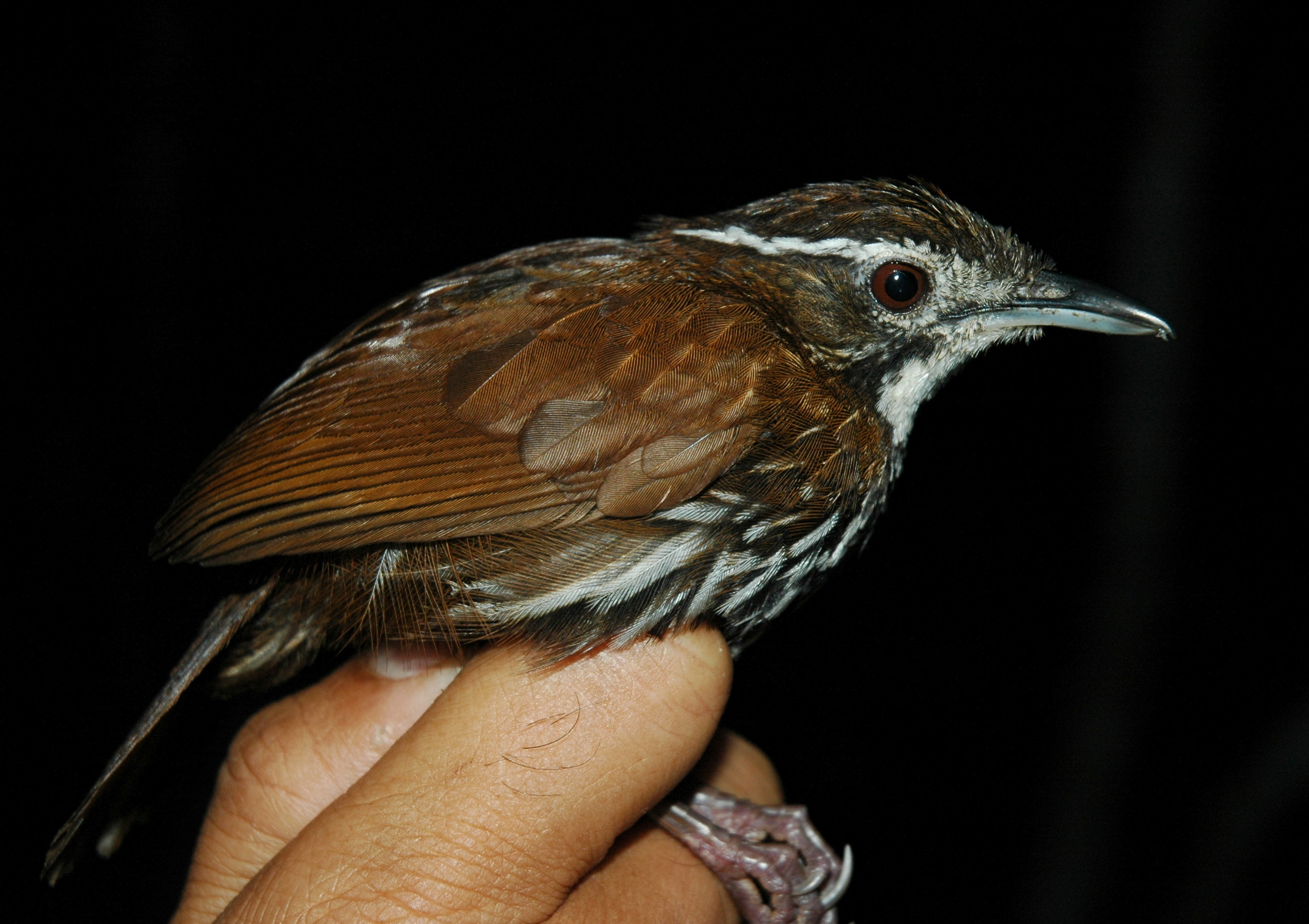
Ratina de Mindanao (Ptilocichla mindanensis)

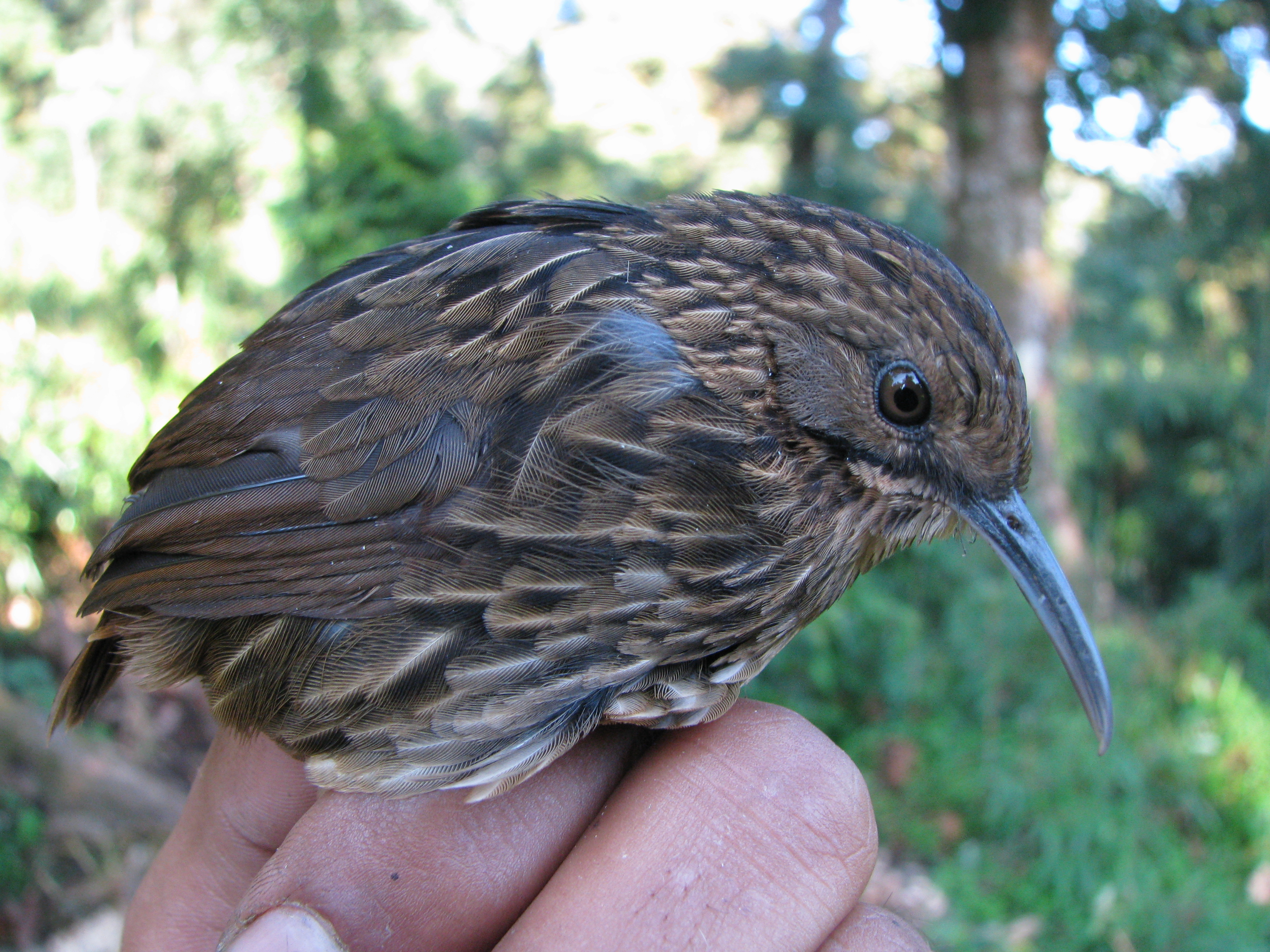
Ratina picuda (Rimator malacoptilus)

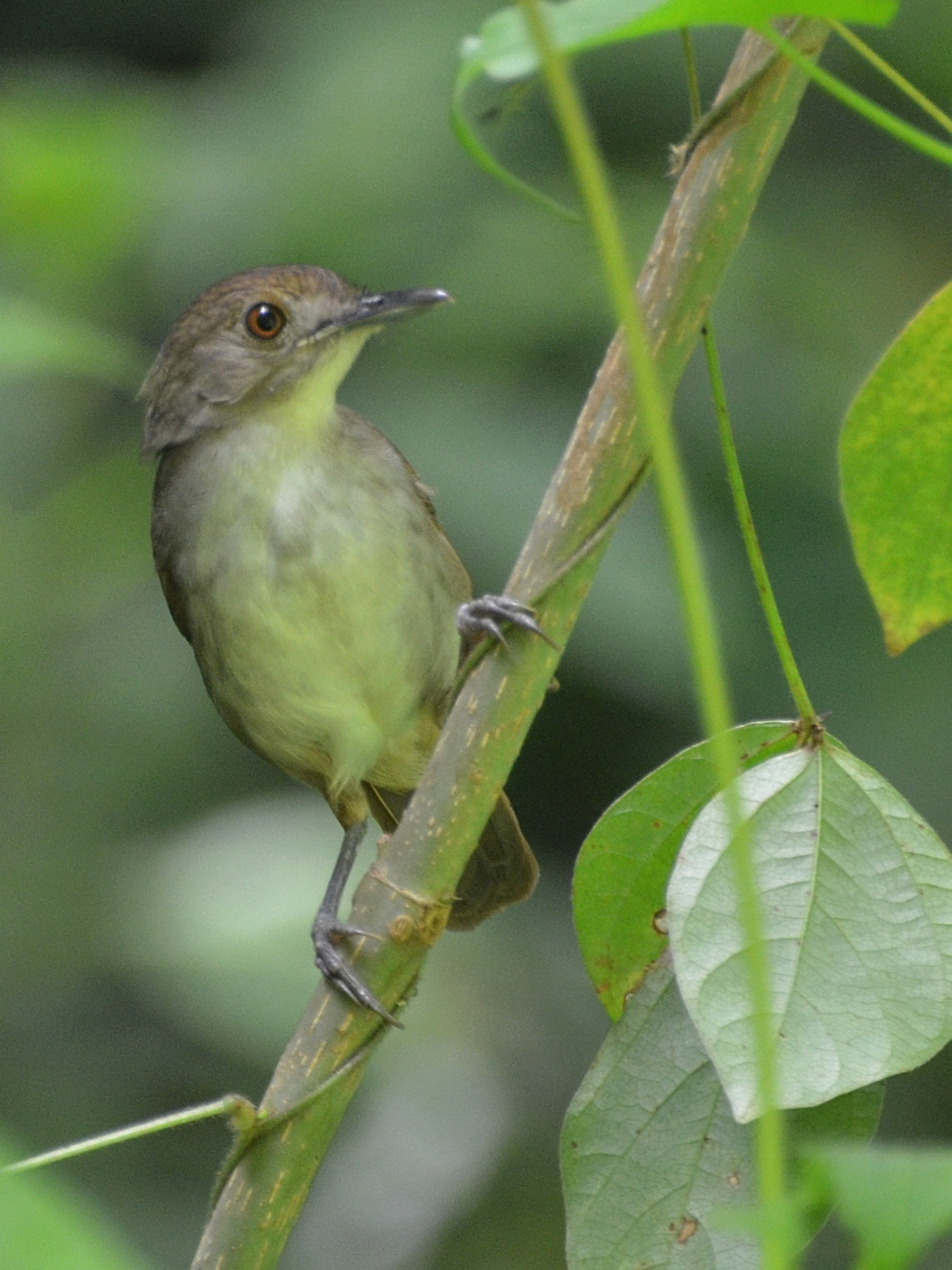
Tordina de Célebes (Trichastoma celebense)

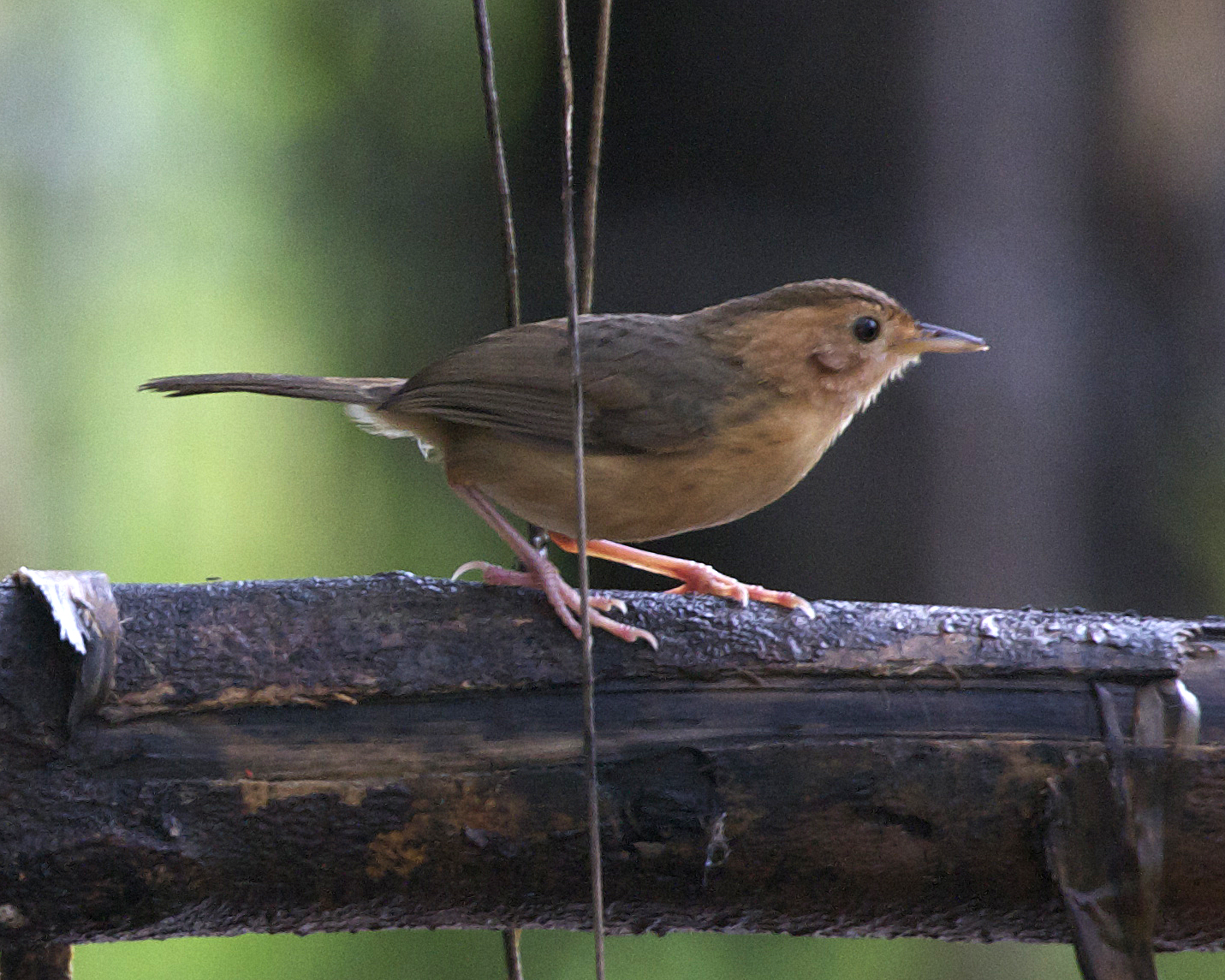
Tordina coroniparda (Pellorneum fuscocapillus)

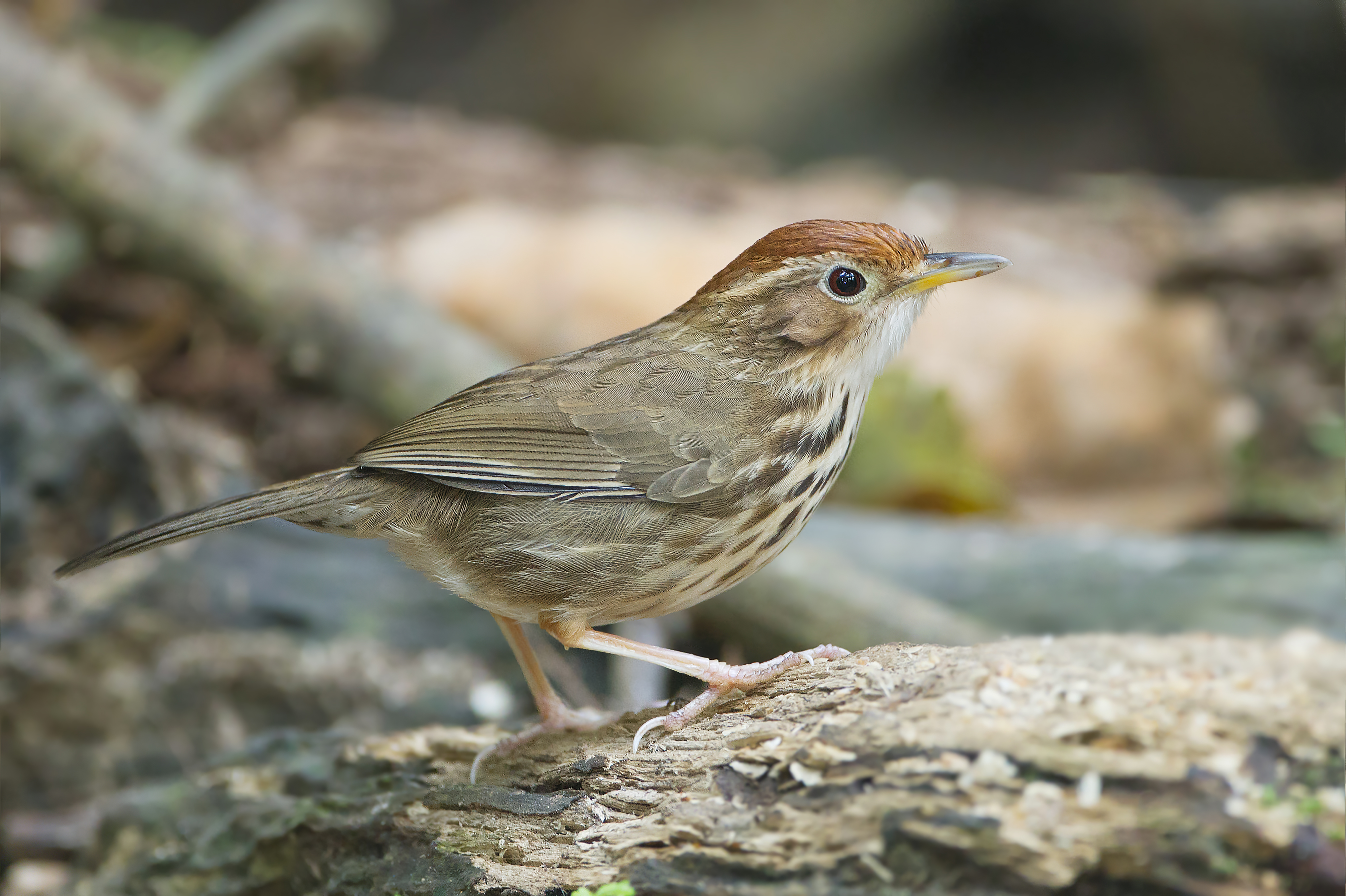
Tordina pechiestriada (Pellorneum ruficeps)

La familia incluye los siguientes géneros y especies:
- Género Laticilla
  - Laticilla burnesii (Blyth, 1844) - Prinia de Burnes
  - Laticilla cinerascens (Walden, 1874) - Prinia palustre

- Género Alcippe
  - Alcippe variegaticeps Yen, 1932 - Fulveta frentigualda
  - Alcippe cinerea (Blyth, 1847) - Fulveta goligualda
  - Alcippe castaneceps (Hodgson, 1837) - Fulveta alirrufa
  - Alcippe klossi Delacour & Jabouille, 1931 - Fulveta coroninegra
  - Alcippe rufogularis (Mandelli, 1873) - Fulveta gorjirrufa
  - Alcippe dubia (Hume, 1874) - Fulveta coronirrufa
  - Alcippe brunnea Gould, 1863 - Fulveta de Gould
  - Alcippe brunneicauda (Salvadori, 1879) - Fulveta parda
  - Alcippe poioicephala (Jerdon, 1841) - Fulveta cariparda
  - Alcippe pyrrhoptera (Bonaparte, 1850) - Fulveta de Java
  - Alcippe peracensis Sharpe, 1887 - Fulveta montana
  - Alcippe grotei Delacour, 1936 - Fulveta cejinegra
  - Alcippe morrisonia Swinhoe, 1863 - Fulveta carigrís
  - Alcippe davidi Styan, 1896 - Fulveta de David
  - Alcippe fratercula Rippon, 1900 - Fulveta de Rippon
  - Alcippe hueti David, 1874 - Fulveta de Huet
  - Alcippe nipalensis (Hodgson, 1837) - Fulveta nepalesa

- Género Ptilocichla
  - Ptilocichla leucogrammica (Bonaparte, 1850) - Ratina de Borneo
  - Ptilocichla mindanensis (Blasius, 1890) - Ratina de Mindanao
  - Ptilocichla falcata Sharpe, 1877 - Ratina de Palawan

- Género Napothera
  - Napothera rufipectus (Salvadori, 1879) - Ratina pechirrufa
  - Napothera atrigularis (Bonaparte, 1850) - Ratina golinegra
  - Napothera macrodactyla (Strickland, 1844) - Ratina grande
  - Napothera marmorata (Ramsay, 1880) - Ratina jaspeada
  - Napothera crispifrons (Blyth, 1855) - Ratina roquera
  - Napothera brevicaudata (Blyth, 1855) - Ratina colicorta
  - Napothera crassa (Sharpe, 1888) - Ratina montana
  - Napothera epilepidota (Temminck, 1828) - Ratina cejuda

- Género Gampsorhynchus
  - Gampsorhynchus rufulus Blyth, 1844 - Timalí cabeciblanco
  - Gampsorhynchus torquatus Hume, 1874 - Timalí acollarado

- Género Ptyrticus
  - Ptyrticus turdinus Hartlaub, 1883 - Tordina moteada

- Género Illadopsis
  - Illadopsis cleaveri (Shelley, 1874) - Tordina capirotada
  - Illadopsis albipectus (Reichenow, 1888) - Tordina pechiescamada
  - Illadopsis rufescens (Reichenow, 1878) - Tordina alirrufa
  - Illadopsis puveli (Salvadori, 1901) - Tordina de Puvel
  - Illadopsis rufipennis (Sharpe, 1872) - Tordina pechipálida
  - Illadopsis fulvescens (Cassin, 1859) - Tordina parda
  - Illadopsis pyrrhoptera (Reichenow & Neumann, 1895) - Tordina montañesa

- Género Jabouilleia
  - Jabouilleia danjoui (Robinson & Kloss, 1919) - Ratina indochina
  - Jabouilleia naungmungensis Rappole, Renner, Shwe & Sweet, 2005 - Ratina de Naung Mung

- Género Rimator
  - Rimator malacoptilus Blyth, 1847 - Ratina picuda
  - Rimator albostriatus Salvadori, 1879 - Ratina de Sumatra
  - Rimator pasquieri Delacour & Jabouille, 1930 - Ratina coliblanca

- Género Malacocincla
  - Malacocincla abbotti Blyth, 1845 - Tordina de Abbott
  - Malacocincla sepiaria (Horsfield, 1821) - Tordina de Horsfield
  - Malacocincla perspicillata (Bonaparte, 1850) - Tordina cejinegra
  - Malacocincla malaccensis (Hartlaub, 1844) - Tordina colicorta
  - Malacocincla cinereiceps (Tweeddale, 1878) - Tordina coronigrís

- Género Malacopteron
  - Malacopteron magnirostre (Moore, 1854) - Tordina bigotuda
  - Malacopteron affine (Blyth, 1842) - Tordina coronioscura
  - Malacopteron cinereum Eyton, 1839 - Tordina coroniescamada
  - Malacopteron magnum Eyton, 1839 - Tordina magna
  - Malacopteron palawanense Büttikofer, 1895 - Tordina de Palawan
  - Malacopteron albogulare (Blyth, 1844) - Tordina pechigrís

- Género Trichastoma
  - Trichastoma rostratum Blyth, 1842 - Tordina pechiblanca
  - Trichastoma celebense Strickland, 1850 - Tordina de Célebes
  - Trichastoma bicolor (Lesson, 1839) - Tordina bicolor

- Género Kenopia
  - Kenopia striata (Blyth, 1842) - Ratina estriada

- Género Graminicola
  - Graminicola bengalensis Jerdon, 1863 - Yerbera bengalí
  - Graminicola striatus Styan, 1892 - Yerbera china

- Género Pellorneum
  - Pellorneum albiventre (Godwin-Austen, 1877) - Tordina golipinta
  - Pellorneum palustre Gould, 1872 - Tordina palustre
  - Pellorneum ruficeps Swainson, 1832 - Tordina pechiestriada
  - Pellorneum fuscocapillus (Blyth, 1849) - Tordina coroniparda
  - Pellorneum tickelli Blyth, 1859 - Tordina de Tickell
  - Pellorneum buettikoferi (Vorderman, 1892) - Tordina de Sumatra
  - Pellorneum pyrrogenys (Temminck, 1827) - Tordina de Temminck
  - Pellorneum capistratum (Temminck, 1823) - Tordina coroninegra